# Joaninha de Paços de Brandão
Maria Joana de Moura Ferreira Alves de Carvalho, conhecida como Joaninha de Paços de Brandão, foi uma figura central na preservação e promoção do folclore português, especialmente na região de Paços de Brandão, no concelho de Santa Maria da Feira, Portugal.

## Biografia
Joaninha, em 1948, juntamente com o seu pai, Luís Gomes Ferreira Alves, fundou o grupo Como Elas Cantam em Paços de Brandão, composto inicialmente por cinco mulheres que cantavam a capela a três vozes. Este grupo destacou-se pela autenticidade das suas interpretações, levando-as a atuar em diversos palcos nacionais e internacionais, incluindo o "Festival Mundial de Encontro de Coros" no País de Gales em 1950 e na BBC de Londres.

## Grupo Folclórico
Em 1955, o grupo expandiu-se para incluir danças tradicionais, passando a denominar-se Como se Canta e Dança em Paços de Brandão. Sob a liderança de Joaninha, o grupo alcançou reconhecimento pela qualidade das suas atuações, representando a cultura portuguesa em países como Reino Unido, Dinamarca, Alemanha, França, Espanha, Luxemburgo, Suíça, Bélgica e Brasil.

## Legado
Joaninha de Paços de Brandão é lembrada pela sua dedicação à preservação das tradições culturais da sua terra natal, contribuindo significativamente para a valorização do folclore português. A sua influência permanece viva no Grupo Etnográfico e Coral "Como se Canta e Dança em Paços de Brandão", que continua a representar as tradições da vila.